# Akademia Straki
Akademia Straki (cz. Strakova akademie) – eklektyczny neobarokowy budynek wzniesiony na lewym brzegu Wełtawy w dzielnicy Pragi Malá Strana. Został zbudowany w latach 1891–1896 według projektu architekta Václava Roštlapila. Pod kopułą znajdują się posągi autorstwa Josefa Maudera. Pierwotnie budynek był wykorzystywany jako akademik dla biednych potomków czeskiej szlachty. Obecnie jest siedzibą Rządu Republiki Czeskiej.
Budynek Akademii Straki obejmuje również ogród stworzony pod nadzorem Františka Thomayera.

Akademia Straki

## Historia
Nazwę budynkowi nadała tajna rada cesarska hrabiego Jana Petra Straki z Nezabylic. W 1710 przekazał on swój majątek fundacji na rzecz edukacji biednych potomków czeskiej szlachty. Jednakże interwencja administracyjna rządu wiedeńskiego utrudniała spełnienie ostatniej woli hrabiego. Stypendyści otrzymywali wprawdzie wsparcie finansowe, ale sama akademia została otwarta dopiero w 1897.
Reprezentacyjny neobarokowy budynek akademii został zaprojektowany przez architekta Václava Roštlapila i miał jak na tamte czasy luksusowe i nowoczesne wyposażenie. Budowa kompleksu trwała pięć lat (1891–1896), a jego powierzchnia osiągnęła 4000 m². Przylegający ogród ma 17 000 m². Koszty związane z budową przekroczyły milion koron. W tym czasie rozebrano kaplicę św. Ignacego.
Na parterze budynku znajdowały się gabinety, administracja oraz sala z pomocami dydaktycznymi. Pierwsze i drugie piętro były przeznaczone dla studentów. Znajdowały się tutaj pokoje do nauki, sypialnie i kaplice. Budynek został wyposażony w centralne ogrzewanie (jako pierwszy budynek w Pradze), łaźnie z basenem oraz salę gimnastyczną. Miał również własny szpital.
Uczono tu między innymi śpiewu, rysunku, muzyki, stenografii, jeździectwa i szermierki. Po dwóch latach funkcjonowania Akademii otwarto również czesko-niemieckie gimnazjum. Podczas I wojny światowej Akademia była własnością Czerwonego Krzyża, który założył tu szpital z 470 łóżkami.
Po likwidacji szpitala i utworzeniu Czechosłowacji w 1918 sytuacja w Akademii Straki uległa zmianie: władze potrzebowały pomieszczeń dla pracowników nowo tworzonych organów państwa, a jednocześnie doszło do zniesienia szlachectwa. Część budynku została przejęta przez instytucje administracji państwowej (Ministerstwo Zasobów Ludowych, Ministerstwo Obrony Narodowej i Urząd Statystyczny). Większą część budynku przejął Centralny Związek Studentów Czechosłowackich. Mieściła się tutaj biblioteka akademicka związku, archiwum, a później Dom Akademicki. Formalnie budynek nadal należał do Fundacji Straki, która pobierała symboliczny czynsz i ponosiła koszty wszelkich napraw i konserwacji, do czasu jej likwidacji decyzją z 25 maja 1938.
Od kwietnia 1939 z budynków Akademii Straki zaczął korzystać Rząd Protektoratu Czech i Moraw. W latach 1939–1941 odbywały się tu prace budowlane rozpoczęte przez Ladislava Machonia. Zwiastowały one chęć dalszego użytkowania budynku. W styczniu 1942 nazistowski sąd specjalny (Sondergericht) nabył teren Akademii.
Po wojnie (od 15 maja 1945) budynek służył celom rządowym. Akademia stała się siedzibą rządu i pierwszego powojennego premiera Czechosłowacji, Zdenka Fierlingera. Była nią do rozpadu Czechosłowacji w 1993.
Obecnie w budynku mieści się Biuro Rządu Republiki Czeskiej.